# 林亜亮
林 亜亮(日本語読み：りん ありょう、生年不詳-1947年)、別名・胡鴻洲は、シンガポールの共産主義者で、マラヤ共産党シンガポール地区委員の1人。日本軍占領期間中、マラヤ人民抗日軍のメンバーとして活動し、日本軍に逮捕され死刑を宣告されるが生き残り、英雄視された。1946年2月にデモを煽動して逮捕され服役。1947年8月の釈放直後に死亡し、マラヤ共産党により盛大な葬儀が行われた。

## 生い立ち
- チョンバル（英語版）の工商中学校を卒業後、上海、杭州に留学[2]。

## 戦時中
- 1940年に留学先から戻り、シンガポール陥落まで『星洲日報（中国語版）』に勤務[3]。

- 日本軍占領期間は、マラヤ人民抗日軍の地下活動家となる[3]。

- [いつ?]日本軍に逮捕される[4]。

- [いつ?]日本軍に死刑を宣告された[5]。

- 絞首刑執行直前の1944年12月に、日本軍が降伏して釈放された[5]。[要検証 – ノート]

## 戦後
- 戦後、『星洲日報』に復帰[6]。

- 1946年2月15日、シンガポール陥落の恥辱を記念する共産党の集会で、警察の許可を得ずに南京街[7]、ブラスバサー通り（英語版）および大世界でデモを煽動し、集会場に乗り込んだ警察官が参加者と衝突[8]。林は負傷、逮捕され、不法集会煽動、安寧妨害の容疑で懲役2年の刑を宣告された[8]。

- 1947年8月25日に釈放[2]。釈放時には数千人が出迎え、林は花束を贈られて感謝の演説をした[2]。

- その9日後、病院で注射を受けた後に死亡[2]。共産党は当局が林を殺害した、と非難し、林に「英雄」の称号を贈った[2]。

- 1947年8月28日[要検証 – ノート]にクロス街（英語版）の故人の家でマラヤ共産党によって葬儀が盛大に執り行われ、約1万人が参列[2]。棺は「我々の林亜亮を殺したのは誰か。我々は覚えている」と書かれた大きな赤旗で覆われていた[2]。遺骸はブキテマ墓地（英語版）に葬られた[2]。